# Liste der Baudenkmale in Papendorf (Warnow)
In der Liste der Baudenkmale in Papendorf sind alle Baudenkmale der Gemeinde Papendorf (Landkreis Rostock) und ihrer Ortsteile aufgelistet (Stand 10. Februar 2021).

## Papendorf
| ID  | Lage                                            | Bezeichnung                                          | Beschreibung | Bild                                                 |
| --- | ----------------------------------------------- | ---------------------------------------------------- | ------------ | ---------------------------------------------------- |
| 562 | Alte Ziegelei 1 (ehem. Dorfstraße 48) (Karte)   | Villa mit Tor und Park                               |              | Villa mit Tor und Park                               |
| 563 | Alte Ziegelei 5–8 (ehem. Dorfstraße 54) (Karte) | Wohnhaus                                             |              | Wohnhaus                                             |
| 565 | An der Bahnlinie                                | Ringtunnelofen der ehemaligen Ziegelei               |              |                                                      |
| 564 | Dorfstraße (Karte)                              | Kriegerdenkmal 1914/1918                             |              | Kriegerdenkmal 1914/1918                             |
| 561 | Hufe IV (ehem. Dorfstraße 20) (Karte)           | Bauernhof mit Scheune und kopfsteingepflastertem Hof |              | Bauernhof mit Scheune und kopfsteingepflastertem Hof |

## Groß Stove
| ID  | Lage              | Bezeichnung                                     | Beschreibung | Bild                                            |
| --- | ----------------- | ----------------------------------------------- | ------------ | ----------------------------------------------- |
| 289 | Landgut 7 (Karte) | Gutsanlage mit Gutshaus, Park und Stallspeicher |              | Gutsanlage mit Gutshaus, Park und Stallspeicher |

## Sildemow
| ID  | Lage                | Bezeichnung               | Beschreibung | Bild                      |
| --- | ------------------- | ------------------------- | ------------ | ------------------------- |
| 688 | Hauptstraße (Karte) | Gedenkstein Fiete Schulze |              | Gedenkstein Fiete Schulze |

## Quelle
Denkmalliste des Landkreises Rostock A ‐ Z (Stand: 10. Februar 2021; PDF, 497 KB)